# Grande Prêmio do México de 2019
Grande Prêmio do México de 2019 (formalmente denominado Formula 1 Gran Premio de México 2019) foi a décima oitava etapa da temporada de 2019 da Fórmula 1. Disputada em 27 de outubro de 2019 no Autódromo Hermanos Rodríguez, Cidade do México, México.

## Relatório

### Treino Classificatório
Q1
O treino começou com ação frenética na pista, dada a dificuldade de os pilotos aquecerem os pneus pela falta de aderência no asfalto. O primeiro a rodar, como de costume, foi Romain Grosjean. Verstappen e Albon foram os primeiros a fazerem tempos competitivos, com o holandês baixando da casa de 1m16. Leclerc, Hamilton, Vettel, que cometeu um erro, e Bottas vieram a seguir.
Nos minutos finais, a briga pelas últimas vagas no Q2, Gasly e Pérez conseguiram melhorar no finalzinho e garantiram passagem, enquanto os dois pilotos da Haas, com muitas dificuldades, foram eliminados, assim como a dupla da Williams e Lance Stroll.
Eliminados:
Q2
Como previsto, vários pilotos optaram por começar o Q2 com os pneus médios, já que na largada todos são obrigados a estar com os compostos da melhor volta nesta parte do treino. A Ferrari dominou no começo, com Vettel fazendo ótima volta, 0s305 à frente de Leclerc. Em seguida, Verstappen ficou entre as duas Ferraris, seguido por Hamilton, Albon e Hulkenberg, enquanto Bottas errou, mas depois pulou para quarto.
Na última parte do Q2, as Ferraris e RBRs entraram na pista com pneus macios, mas só para os pilotos sentirem os carros, e os pilotos abortaram as voltas. Já as Mercedes voltaram a entrar com os médios e ficaram na frente, com Hamilton e Bottas nos dois primeiros lugares.
No fim, o ídolo local Pérez ficou fora do Q3 por apenas 0s008, em 11º. Os dois pilotos da McLaren avançaram, assim como os dois da STR. Foram eliminados os dois carros da Alfa Romeo e os dois da Renault.
Eliminados:
Q3
Hamilton foi o primeiro a fazer o melhor tempo no Q3, mas foi superado seguidamente por Vettel, Leclerc e Verstappen, que fez 1m14s910. Bottas não fez uma boa volta e ficou em sexto, atrás de Albon.
Na última tentativa, Leclerc errou no último setor e ficou com o tempo que tinha. Em seguida, Bottas bateu com violência na entrada da reta dos boxes, e ninguém mais superou a marca de Verstappen, que ainda melhorou seu tempo.
Pós-Treino
Max Verstappen já tinha em suas mãos a pole position provisória, quando Valtteri Bottas bateu na curva final de sua última volta no final do Q3. Com isso, uma única bandeira amarela foi acenada no posto ao lado de fora da entrada para a curva final, fazendo com que Verstappen fizesse uma volta ainda mais rápida. O holandês admitiu que não tirou o pé quando viu a batida de Bottas e acabou punido após reunião com os comissários. Com isso, Charles Leclerc vai largar da pole, seguido de Sebastian Vettel e Lewis Hamilton.
Verstappen foi punido em três posições no grid de largada. Antes de todas as etapas da Fórmula 1, durante a reunião com comissários, os pilotos são orientados e sabem que devem desacelerar durante bandeiras amarelas.
Antes de receber a punição, o piloto da Red Bull foi bastante incisivo ao ser questionado por que não tirou o pé ao ver o acidente de Bottas.
O novo pole, Charles Leclerc, que terminou sua volta ainda antes do acidente de Bottas, deu uma opinião contrária à do piloto da Red Bull.
Em documento, os comissários da Fórmula 1 explicaram a punição a Verstappen:
Verstappen admitiu que estava ciente de que o carro 77 (Valtteri Bottas) bateu e viu o carro no lado esquerdo da pista, mas não estava ciente da bandeira amarela ondulada. Ele também admitiu não reduzir sua velocidade no setor amarelo. Os comissários observaram nas imagens a bordo do carro 33, que a bandeira amarela ondulada era claramente visível e mostrada com bastante antecedência. O piloto anterior (Sebastian Vettel) reduziu a velocidade significativamente conforme os regulamentos.

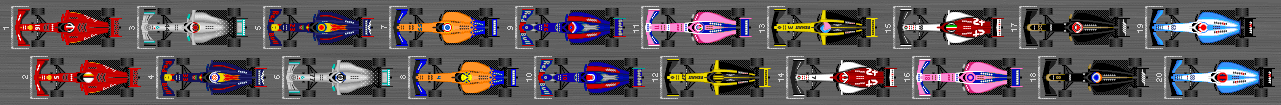
Grid de Largada

## Pneus
| Nome do composto | Cor | Banda de rolamento | Condições de Tempo | Dry Type                           | Aderência | Longevidade |
| ---------------- | --- | ------------------ | ------------------ | ---------------------------------- | --------- | ----------- |
| Supermacio (C4)  |     | Slick (P Zero)     | Seco               | Supersoft                          | Alta      | Baixa       |
| Macio (C3)       |     | Slick (P Zero)     | Seco               | Soft                               | Médio     | Médio       |
| Médio (C2)       |     | Slick (P Zero)     | Seco               | Medium                             | Baixa     | Alta        |
| Intermediário    |     | Sulcos (Cinturato) | Molhado            | Intermediate (água não estagnante) | —         | —           |
| Chuva            |     | Sulcos (Cinturato) | Molhado            | Wet (água estagnante)              | —         | —           |

| Escolhas de Pneus de cada piloto para o GP do México: | Escolhas de Pneus de cada piloto para o GP do México: | Escolhas de Pneus de cada piloto para o GP do México: | Escolhas de Pneus de cada piloto para o GP do México: | Escolhas de Pneus de cada piloto para o GP do México: | Escolhas de Pneus de cada piloto para o GP do México: |
| ----------------------------------------------------- | ----------------------------------------------------- | ----------------------------------------------------- | ----------------------------------------------------- | ----------------------------------------------------- | ----------------------------------------------------- |
| Nº                                                    | Pilotos                                               | Equipe(s)                                             | Medio                                                 | Macio                                                 | Super Macio                                           |
| 44                                                    | Lewis Hamilton                                        | Mercedes                                              |                                                       |                                                       |                                                       |
| 77                                                    | Valtteri Bottas                                       | Mercedes                                              |                                                       |                                                       |                                                       |
| 5                                                     | Sebastian Vettel                                      | Ferrari                                               |                                                       |                                                       |                                                       |
| 16                                                    | Charles Leclerc                                       | Ferrari                                               |                                                       |                                                       |                                                       |
| 23                                                    | Alexander Albon                                       | Red Bull-Honda                                        |                                                       |                                                       |                                                       |
| 33                                                    | Max Verstappen                                        | Red Bull-Honda                                        |                                                       |                                                       |                                                       |
| 3                                                     | Daniel Ricciardo                                      | Renault                                               |                                                       |                                                       |                                                       |
| 27                                                    | Nico Hülkenberg                                       | Renault                                               |                                                       |                                                       |                                                       |
| 8                                                     | Romain Grosjean                                       | Haas-Ferrari                                          |                                                       |                                                       |                                                       |
| 20                                                    | Kevin Magnussen                                       | Haas-Ferrari                                          |                                                       |                                                       |                                                       |
| 55                                                    | Carlos Sainz Jr.                                      | McLaren-Renault                                       |                                                       |                                                       |                                                       |
| 4                                                     | Lando Norris                                          | McLaren-Renault                                       |                                                       |                                                       |                                                       |
| 11                                                    | Sergio Pérez                                          | Racing Point-Mercedes                                 |                                                       |                                                       |                                                       |
| 18                                                    | Lance Stroll                                          | Racing Point-Mercedes                                 |                                                       |                                                       |                                                       |
| 7                                                     | Kimi Raikkonen                                        | Alfa Romeo Racing-Ferrari                             |                                                       |                                                       |                                                       |
| 99                                                    | Antonio Giovinazzi                                    | Alfa Romeo Racing-Ferrari                             |                                                       |                                                       |                                                       |
| 10                                                    | Pierre Gasly                                          | Toro Rosso-Honda                                      |                                                       |                                                       |                                                       |
| 26                                                    | Daniil Kvyat                                          | Toro Rosso-Honda                                      |                                                       |                                                       |                                                       |
| 88                                                    | Robert Kubica                                         | Williams-Mercedes                                     |                                                       |                                                       |                                                       |
| 63                                                    | George Russell                                        | Williams-Mercedes                                     |                                                       |                                                       |                                                       |

## Resultados

### Treino Classificatório
| 1                        | 33 | Max Verstappen     | Red Bull-Honda            | 1:15.949 | 1:16.136 | 1:14.758 | 4 1 |
| 2                        | 16 | Charles Leclerc    | Ferrari                   | 1:16.364 | 1:16.219 | 1:15.024 | 1   |
| 3                        | 5  | Sebastian Vettel   | Ferrari                   | 1:16.696 | 1:15.914 | 1:15.170 | 2   |
| 4                        | 44 | Lewis Hamilton     | Mercedes                  | 1:16.424 | 1:15.721 | 1:15.262 | 3   |
| 5                        | 23 | Alexander Albon    | Red Bull-Honda            | 1:16.175 | 1:16.574 | 1:15.336 | 5   |
| 6                        | 77 | Valtteri Bottas    | Mercedes                  | 1:17.062 | 1:15.852 | 1:15.338 | 6   |
| 7                        | 55 | Carlos Sainz Jr.   | McLaren-Renault           | 1:17.044 | 1:16.267 | 1:16.014 | 7   |
| 8                        | 4  | Lando Norris       | McLaren-Renault           | 1:17.092 | 1:16.447 | 1:16.322 | 8   |
| 9                        | 26 | Daniil Kvyat       | Toro Rosso-Honda          | 1:17.041 | 1:16.657 | 1:16.469 | 9   |
| 10                       | 10 | Pierre Gasly       | Toro Rosso-Honda          | 1:17.065 | 1:16.679 | 1:16.586 | 10  |
| 11                       | 11 | Sergio Pérez       | Racing Point-BWT Mercedes | 1:17.465 | 1:16.687 | —        | 11  |
| 12                       | 27 | Nico Hülkenberg    | Renault                   | 1:17.608 | 1:16.885 | —        | 12  |
| 13                       | 3  | Daniel Ricciardo   | Renault                   | 1:17.270 | 1:16.933 | —        | 13  |
| 14                       | 7  | Kimi Räikkönen     | Alfa Romeo-Ferrari        | 1:17.225 | 1:16.967 | —        | 14  |
| 15                       | 99 | Antonio Giovinazzi | Alfa Romeo-Ferrari        | 1:17.794 | 1:17.269 | —        | 15  |
| 16                       | 18 | Lance Stroll       | Racing Point-BWT Mercedes | 1:18.065 | —        | —        | 16  |
| 17                       | 20 | Kevin Magnussen    | Haas-Ferrari              | 1:18.436 | —        | —        | 17  |
| 18                       | 8  | Romain Grosjean    | Haas-Ferrari              | 1:18.599 | —        | —        | 18  |
| 19                       | 63 | George Russell     | Williams-Mercedes         | 1:18.823 | —        | —        | 19  |
| 20                       | 88 | Robert Kubica      | Williams-Mercedes         | 1:20.179 | —        | —        | 20  |
| Tempo dos 107%: 1:21.265 |    |                    |                           |          |          |          |     |
| Fonte:                   |    |                    |                           |          |          |          |     |

Notas
- ↑1  – Max Verstappen (Red Bull-Honda) é punido em 3 posições por ter não reduzido a velocidade em bandeira amarela no acidente de Valtteri Bottas (Mercedes) e perde pole position provisória.

### Corrida

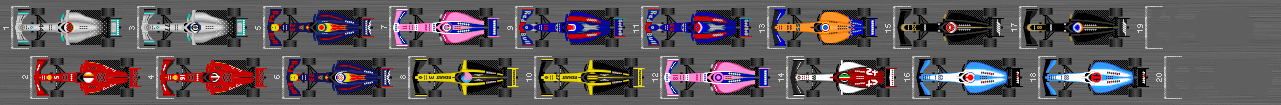
Resultado da corrida

| 1                                                                  | 44 | Lewis Hamilton     | Mercedes                  | 71 | 1:36:48.904 | 3  | 25   |
| 2                                                                  | 5  | Sebastian Vettel   | Ferrari                   | 71 | +1.766      | 2  | 18   |
| 3                                                                  | 77 | Valtteri Bottas    | Mercedes                  | 71 | +3.553      | 6  | 15   |
| 4                                                                  | 16 | Charles Leclerc    | Ferrari                   | 71 | +6.368      | 1  | 12+1 |
| 5                                                                  | 23 | Alexander Albon    | Red Bull Racing-Honda     | 71 | +21.399     | 5  | 10   |
| 6                                                                  | 33 | Max Verstappen     | Red Bull Racing-Honda     | 71 | +1:08.807   | 4  | 8    |
| 7                                                                  | 11 | Sergio Pérez       | Racing Point-BWT Mercedes | 71 | +1:13.819   | 11 | 6    |
| 8                                                                  | 3  | Daniel Ricciardo   | Renault                   | 71 | +1:14.924   | 13 | 4    |
| 9                                                                  | 10 | Pierre Gasly       | Scuderia Toro Rosso-Honda | 70 | +1 volta    | 10 | 2    |
| 10                                                                 | 27 | Nico Hülkenberg    | Renault                   | 70 | +1 volta    | 12 | 1    |
| 11                                                                 | 26 | Daniil Kvyat       | Scuderia Toro Rosso-Honda | 70 | +1 volta1   | 9  |      |
| 12                                                                 | 18 | Lance Stroll       | Racing Point-BWT Mercedes | 70 | +1 volta    | 16 |      |
| 13                                                                 | 55 | Carlos Sainz Jr.   | McLaren-Renault           | 70 | +1 volta    | 7  |      |
| 14                                                                 | 99 | Antonio Giovinazzi | Alfa Romeo Racing-Ferrari | 70 | +1 volta    | 15 |      |
| 15                                                                 | 20 | Kevin Magnussen    | Haas-Ferrari              | 69 | +2 voltas   | 17 |      |
| 16                                                                 | 63 | George Russell     | Williams-Mercedes         | 69 | +2 voltas   | 19 |      |
| 17                                                                 | 8  | Romain Grosjean    | Haas-Ferrari              | 69 | +2 voltas   | 18 |      |
| 18                                                                 | 88 | Robert Kubica      | Williams-Mercedes         | 69 | +2 voltas   | 20 |      |
| Ret                                                                | 7  | Kimi Räikkönen     | Alfa Romeo Racing-Ferrari | 58 | Retirou-se  | 14 |      |
| Ret                                                                | 4  | Lando Norris       | McLaren-Renault           | 48 | Retirou-se  | 8  |      |
| Volta mais rápida: Charles Leclerc (Ferrari) – 1:19.232 (volta 53) |    |                    |                           |    |             |    |      |
| Fonte:                                                             |    |                    |                           |    |             |    |      |

Notas
- ↑1  – Daniil Kvyat (Scuderia Toro Rosso-Honda) punido com 10 segundos após causar colisão com Nico Hülkenberg (Renault) na volta 70.[5]

## Curiosidades
- 100ª vitória da equipe Mercedes na Fórmula 1. Foram (62) Lewis Hamilton, (23) Nico Rosberg, (8) Juan Manuel Fangio, (6) Valtteri Bottas e (1) Stirling Moss.
- Lewis Hamilton conquistou o 100º pódio na equipe Mercedes.

## Voltas na Liderança
| Nº de Voltas | Piloto           | Voltas       |
| ------------ | ---------------- | ------------ |
| 28           | Lewis Hamilton   | 44-71        |
| 23           | Sebastian Vettel | 15-37        |
| 20           | Charles Leclerc  | 1-14 e 38-43 |

## 2019DHLFastest Pit Stop Award

### Resultado
| Tabela do DHL Fastest Pit Stop Award \| 1 \| Alexander Albon \| Red Bull \| 1.93 \| 25 \| \| 2 \| Daniel Ricciardo \| Renault \| 2.31 \| 18 \| \| 3 \| Charles Leclerc \| Ferrari \| 2.39 \| 15 \| \| 4 \| Lewis Hamilton \| Mercedes \| 2.40 \| 12 \| \| 5 \| Daniil Kvyat \| Toro Rosso \| 2.48 \| 10 \| \| 6 \| Carlos Sainz Jr. \| McLaren \| 2.51 \| 8 \| \| 7 \| Valtteri Bottas \| Mercedes \| 2.57 \| 6 \| \| 8 \| Sergio Pérez \| Racing Point \| 2.58 \| 4 \| \| 9 \| Sebastian Vettel \| Ferrari \| 2.59 \| 2 \| \| 10 \| Nico Hülkenberg \| Renault \| 2.74 \| 1 \| \| Fonte: [6] \| \| \| \| \| |                  |              |       |        |
| Pos | Piloto           | Construtor   | Tempo | Pontos |
| 1 | Alexander Albon  | Red Bull     | 1.93  | 25     |
| 2 | Daniel Ricciardo | Renault      | 2.31  | 18     |
| 3 | Charles Leclerc  | Ferrari      | 2.39  | 15     |
| 4 | Lewis Hamilton   | Mercedes     | 2.40  | 12     |
| 5 | Daniil Kvyat     | Toro Rosso   | 2.48  | 10     |
| 6 | Carlos Sainz Jr. | McLaren      | 2.51  | 8      |
| 7 | Valtteri Bottas  | Mercedes     | 2.57  | 6      |
| 8 | Sergio Pérez     | Racing Point | 2.58  | 4      |
| 9 | Sebastian Vettel | Ferrari      | 2.59  | 2      |
| 10 | Nico Hülkenberg  | Renault      | 2.74  | 1      |
| Fonte: |                  |              |       |        |

### Classificação
| Tabela do DHL Fastest Pit Stop Award \| 1 \| Red Bull \| 411 \| \| 2 \| Williams-Mercedes \| 384 \| \| 3 \| Ferrari \| 279 \| \| 4 \| Mercedes \| 227 \| \| 5 \| McLaren \| 198 \| \| 6 \| Toro Rosso \| 108 \| \| 7 \| Renault \| 80 \| \| 8 \| Alfa Romeo-Ferrari \| 49 \| \| 9 \| Haas-Ferrari \| 47 \| \| 10 \| Racing Point \| 35 \| \| Fonte: [6] \| \| \| |                    |        |
| Pos | Construtor         | Pontos |
| 1 | Red Bull           | 411    |
| 2 | Williams-Mercedes  | 384    |
| 3 | Ferrari            | 279    |
| 4 | Mercedes           | 227    |
| 5 | McLaren            | 198    |
| 6 | Toro Rosso         | 108    |
| 7 | Renault            | 80     |
| 8 | Alfa Romeo-Ferrari | 49     |
| 9 | Haas-Ferrari       | 47     |
| 10 | Racing Point       | 35     |
| Fonte: |                    |        |

## Tabela do campeonato após a corrida
Somente as cinco primeiras posições estão incluídas nas tabelas.
| Pos | Piloto           | Pontos | Var     |
| --- | ---------------- | ------ | ------- |
| 1   | Lewis Hamilton   | 363    | Estável |
| 2   | Valtteri Bottas  | 289    | Estável |
| 3   | Charles Leclerc  | 236    | Estável |
| 4   | Sebastian Vettel | 230    | Aumento |
| 5   | Max Verstappen   | 220    | Baixa   |

| Pos | Construtor         | Pontos | Var     |
| --- | ------------------ | ------ | ------- |
| 1   | Mercedes           | 652    | Estável |
| 2   | Ferrari            | 466    | Estável |
| 3   | Red Bull-TAG Heuer | 341    | Estável |
| 4   | McLaren-Renault    | 111    | Estável |
| 5   | Renault            | 73     | Estável |